# Kévin Le Roux
Kévin Le Roux (Champigny-sur-Marne, 11 de maio de 1989) é um voleibolista indoor profissional francês que atua na posição de central.

## Carreira

### Clubes
Le Roux começou a atuar profissionalmente em 2005 pelo France Avenir 2024, onde atuou até a temporada 2008/09. Na temporada seguinte se transferiu para o AS Cannes, onde conquistou o vice-campeonato do Campeonato Francês. Em 2013 se transferiu para o Copra Piacenza onde foi campeão da Copa da Itália e vice-campeão da Supercopa Italiana e do Campeonato Italiano.
Em 2017 foi campeão da Supercopa Italiana pelo Azimut Modena. Foi contratado pelo Sada Cruzeiro Vôlei  para as competições de 2018-19 e conquistou o título do Campeonato Mineiro de 2018, na sequência conquistou o vice-campeonato da Supercopa Brasileira de 2018 realizada em Belo Horizonte e obteve o título da Copa Brasil de 2019 realizada em Lages.
Em 2020 foi anunciado como o novo reforço do Berlin Recycling Volleys para disputar o campeonato alemão.

### Seleção
Pelas categorias de base, Le Roux conquistou o dois títulos do campeonato europeu: Sub-19 em 2007 e o Sub-21 em 2008. Fez sua estreia com a seleção francesa adulta em 2010 pelo Campeonato Mundial de 2010, onde ficou na 11ª posição. No Campeonato Mundial de 2014, na Polônia, ficou em 4º lugar após perder a disputa pelo terceiro lugar para a seleção alemã. Em 2016, representou seu país nos Jogos Olímpicos de Verão no Rio de Janeiro, onde ficou em 9º lugar.
Em 2017 conquistou o título da última edição da Liga Mundial ao derrotar a seleção brasileira por 3 sets a 2. No ano seguinte, foi vice-campeão da primeira edição da Liga das Nações, após perder a final para a seleção russa.

## Vida pessoal
Em 2019, Le Roux casou-se com a jogadora de voleibol norte-americana Cursty Jackson, que também atua na posição de central.

## Títulos
- Campeonato Alemão: 1

2020-21
- Supercopa Alemã: 1

2020
- Campeonato Sul-Americano: 1

2019
- Copa do Brasil: 1

2018
- Campeonato Mineiro: 1

2018
- Supercopa Italiana: 1

2016
- Campeonato Turco: 1

2015-16
- Supercopa Turca: 1

2015
- Copa da Itália: 1

2013-14

## Clubes
- France Avenir 2024: 2005/06 - 2008/09
- AS Cannes: 2009/10 - 2012/13
- Copra Piacenza: 2013/14 - 2014/15
- Hyundai Capital Skywalkers: 2014/15 - 2014/15
- Halkbank Spor Kulübü: 2015/16 - 2015/16
- Azimut Modena: 2016/17 - 2016/17
- Dynamo Moscow: 2017/18 - 2017/18
- Rennes Volley 35: 2017/18 - 2017/18
- Sada Cruzeiro Vôlei: 2018/19 - 2018/19
- Beijing BAIC Motor: 2019/20 - 2019/20
- Berlin Recycling Volleys: 2020/21 - atual